# Taraldsøya
Taraldsøya est une île norvégienne du comté de Vestland appartenant administrativement à Etne.

## Description
Rocheuse et couvert d'arbres, elle s'étend sur environ 1,389 km de longueur pour une largeur approximative de 721 m. 